# Kong (djurleksak)
Kong är ett sortiment av hund- och kattleksaker som introducerades år 1976. Den klassiska kongen har en snögubbeliknande struktur av tre bollar som har pressats ihop. Kongar finns i flera varianter för hundar i olika åldrar och storlekar. Kongen är tillverkad av gummi och fylls med godsaker.
Kongen finns i fyra fäger: röd för genomsnittstuggare, rosa eller blå för valpar, lila för seniorer och svart för lite mer hårdtuggande hundar. Annat än den snögubbeliknande kongen har Kong också skapat en framgångsrik produktlinje av tandvårdstuggor, bollar, dragleksaker, frisbeear och hundnappar och olika interaktiva leksaker och accessoarer.
För katter har Kong ett sortiment av leksaker, inklusive en kattversion av deras "Wubba", såväl som klösbrädor, kattmynta och andra tuggleksaker.